# Абакумов, Виктор Семёнович
Ви́ктор Семёнович Абаку́мов (11 (24) апреля 1908, Москва — 19 декабря 1954, Ленинград) — советский государственный деятель, генерал-полковник (9 июля 1945, комиссар государственной безопасности 2-го ранга), министр государственной безопасности СССР (1946—1951). Заместитель народного комиссара обороны и начальник Главного управления контрразведки «СМЕРШ» Народного комиссариата обороны СССР (1943—1946). Депутат Верховного Совета СССР 2 созыва.
12 июля 1951 года В. С. Абакумов был арестован, обвинён в государственной измене и сионистском заговоре в МГБ.
После смерти И. В. Сталина обвинения против Абакумова были изменены; ему вменялось в вину «Ленинградское дело».
Предан закрытому суду в Ленинграде и 19 декабря 1954 года расстрелян в Левашово под Ленинградом.
В 1997 году Военной коллегией Верховного суда приговор был переквалифицирован по статье «воинские должностные преступления» и заменён 25 годами заключения.
Из воспоминаний И. А. Серова «…под руководством Абакумова созданы невыносимые условия совместной работы органов МГБ и МВД… Абакумов навёл такой террор в Министерстве, что чекисты, прослужившие вместе 20-25 лет, а сейчас работающие одни в МВД, другие в МГБ, при встречах боятся здороваться…».

## Биография
Родился 11 (24) апреля 1908 года в Москве в семье чернорабочего и швеи. Русский.
Закончил четыре класса городского училища. С ноября 1921 до декабря 1923 года служил добровольцем-санитаром во 2-й Московской бригаде частей особого назначения (ЧОН). В 1924 году из-за безработицы работал в качестве рабочего на временных работах, но уже с 1925 года работал упаковщиком Московского союза промысловой кооперации (Моспромсоюз), с 1927 года — стрелком 1-го отряда военизированной охраны промышленных предприятий и государственных сооружений ВСНХ СССР, а с 1928 года — упаковщиком складов Центросоюза.
В 1927 году вступил в ряды ВЛКСМ, а в 1930 году — в ряды ВКП(б).
Во время кампании по выдвижению рабочих в советский аппарат через профсоюзы был выдвинут в систему Наркомторга РСФСР. В январе 1930 года назначен на должность заместителя начальника административного отдела торгово-посылочной конторы Наркомата торговли РСФСР и одновременно секретаря ячейки ВЛКСМ. В сентябре 1930 года направлен на руководящую комсомольскую работу на штамповочный завод «Пресс», где был избран на должность секретаря ячейки ВЛКСМ. С 1931 по январь 1932 года работал на должности заведующего военным отделом Замоскворецкого райкома комсомола.
С января 1932 года работал в органах ОГПУ—НКВД практикантом экономического отдела полномочного представителя ОГПУ по Московской области и уполномоченным экономического отдела полномочного представителя ОГПУ по Московской области.
В 1933 году переведён из членов в кандидаты ВКП(б) за нежелание устранять свою политическую безграмотность. С 1933 года работал уполномоченным экономического управления ОГПУ, затем экономического отдела ГУГБ НКВД СССР, однако в 1934 году было выявлено, что Абакумов на конспиративных квартирах встречался с различными женщинами, в связи с чем был переведён в Главное управление исправительно-трудовых лагерей и трудовых поселений (ГУЛаг). 1 августа 1934 года назначен на должность оперативного уполномоченного 3-го отделения Оперативного отдела ГУЛага. 20 декабря 1936 года присвоено специальное звание Младший лейтенант государственной безопасности. С 15 апреля 1937 до марта 1938 года — оперуполномоченный 1-го отделения 4-го (Особого) отдела ГУГБ НКВД (1-е отделение занималось контрразведывательным обеспечением штабов). С марта до 29 сентября 1938 года — помощник начальника 1-го отделения 4-го отдела (Особого) 1-го управления НКВД СССР (госбезопасность). С 29 сентября до 1 ноября 1938 года — помощник начальника отделения 2-го отдела (Секретно-политического) ГУГБ НКВД СССР. С 1 ноября до 5 декабря 1938 года — начальник 2-го отделения 2-го отдела ГУГБ НКВД СССР.
С назначением 25 ноября 1938 года Л. П. Берии на должность народного комиссара внутренних дел СССР В. С. Абакумов с 5 декабря 1938 года исполнял обязанности начальника, а 27 апреля 1939 года был утверждён в должности начальника управления НКВД по Ростовской области. 
Как пишет Млечин: "Абакумов поработал в области с размахом и произвел на высокое начальство самое выгодное впечатление. Он получил знак «Почетный работник ВЧК-ОГПУ» в 1938 году, орден Красного знамени в 1940-м и вернулся в Москву с повышением". 
Во время допросов применял физическую силу для получения признательных показаний от подследственных.
3 февраля 1941 года указом Президиума Верховного Совета СССР Народный комиссариат внутренних дел был разделён на непосредственно НКВД (нарком — Л. П. Берия), и НКГБ (нарком — В. Н. Меркулов). 25 февраля 1941 года назначен на должность заместителя народного комиссара внутренних дел СССР, а 19 июля 1941 года одновременно и начальника Управления особых отделов НКВД СССР (3-е управление ГУГБ НКВД СССР). Указом Президиума Верховного Совета СССР от 20 июля 1941 г. НКВД и НКГБ были вновь объединены в НКВД. 3-е управление ГУГБ НКВД СССР в июле 1943 года было преобразовано в СМЕРШ. 19 апреля 1943 года назначен на должность начальника Главного управления контрразведки «СМЕРШ». Одновременно с 19 апреля по 20 мая 1943 года являлся заместителем народного комиссара обороны СССР.

Одновременно с разделением НКВД, насколько мне припоминается, выделился в самостоятельное управление так называемый СМЕРШ, начальником которого стал Абакумов. Абакумов оказался, пожалуй, не менее честолюбивым и властным человеком, чем Берия, только глупее его. Абакумов вскоре после своего назначения сумел ловко войти в доверие товарища Сталина, главным образом, как он сам говорил, путём систематических, почти ежедневных докладов товарищу Сталину сводок о поведении ряда лиц из числа крупных военных работников.— Воспоминания В. Н. Меркулова

Принижать заслуги Абакумова в успешной работе ГУКР «Смерш» несерьёзно, думаю, что этого не позволит себе ни один контрразведчик военного времени. Практические результаты деятельности «Смерша» оказались выше, чем у НКГБ, что и стало причиной выдвижения Абакумова.— Воспоминания генерала армии П. И. Ивашутина
В 1944 году принимал участие в осуществлении депортации ряда народов Северного Кавказа, за что был награждён орденом Красного Знамени и орденом Кутузова I степени. С 11 января по 4 июля 1945 года, оставаясь руководителем СМЕРШ, был одновременно уполномоченным НКВД по 3-му Белорусскому фронту.
В 1946 году сфабриковал материалы, на основании которых были арестованы и осуждены нарком авиационной промышленности А. И. Шахурин, командующий ВВС А. А. Новиков, главный инженер ВВС А. К. Репин и ряд других генералов.
7 мая 1946 года назначен на должность министра государственной безопасности СССР, сменив на этом посту В. Н. Меркулова. СМЕРШ, в котором до этого служил Абакумов, вошёл в министерство в качестве 3-го Управления. На посту министра государственной безопасности руководил политическими репрессиями. Под его руководством было проведено «Ленинградское дело» и положено начало Делу Еврейского антифашистского комитета. Сигналом для разгрома ЕАК стало убийство Соломона Михоэлса офицерами МГБ СССР по личному указанию В. С. Абакумова по поручению Сталина.
В 1947 году в своём докладе И. В. Сталину Абакумов сообщал следующие подробности работы своих подчинённых:

…7. В отношении арестованных, которые упорно сопротивляются требованиям следствия, ведут себя провокационно и всякими способами стараются затянуть следствие либо сбить его с правильного пути, применяются строгие меры режима содержания под стражей.
К этим мерам относятся:
а) перевод в тюрьму с более жёстким режимом, где сокращены часы сна и ухудшено содержание арестованного в смысле питания и других бытовых нужд;
б) помещение в одиночную камеру;
в) лишение прогулок, продуктовых передач и права чтения книг;
Примечание: в карцере, кроме привинченного к полу табурета и койки без постельных принадлежностей, другого оборудования не имеется; койка для сна предоставляется на 6 часов в сутки; заключённым, содержащимся в карцере, выдаётся на сутки только 300 гр. хлеба и кипяток и один раз в 3 дня горячая пища; курение в карцере запрещено.
8. В отношении изобличённых следствием шпионов, диверсантов, террористов и других активных врагов советского народа, которые нагло отказываются выдать своих сообщников и не дают показаний о своей преступной деятельности, органы МГБ, в соответствии с указанием ЦК ВКП(б) от 10 января 1939 года, применяют меры физического воздействия…

С 1945 по 1951 годы входил в Постоянную комиссию по проведению открытых судебных процессов по наиболее важным делам бывших военнослужащих германской армии и немецких карательных органов, изобличённых в зверствах против советских граждан на временно оккупированной территории Советского Союза. С 1946 по 1951 годы входил в секретную комиссию Политбюро ЦК ВКП(б) по судебным делам.
14 июля 1950 года направил Сталину докладную записку «О необходимости ареста поэтессы Ахматовой».
19 февраля 1951 года направил Сталину совершенно секретную докладную записку «О необходимости выселения из западных областей Украины и Белоруссии, Молдавской, Латвийской, Литовской и Эстонской ССР участников антисоветской секты иеговистов и членов их семей», после чего МГБ и МВД была организована и начата 1 апреля 1951 года операция «Север» по выселению Свидетелей Иеговы, а также представителей других религиозных объединений (адвентистов-реформистов, иннокентьевцев, Истинно-православной церкви).
С 31 декабря 1950 по 14 июля 1951 года председатель коллегии МГБ СССР.
В. Н. Зайчиков передаёт слова Сталина, сказанные в феврале 1953 года: «У нас кандидатура Абакумова не вызывала доверия. Назначили мы его (на пост министра — Прим.) по настоянию Берии. Вскоре после назначения членам Политбюро стало ясно, что Абакумов не на месте. Вот из-за такого отношения к подбору кадров я недолюбливаю Берия и не доверяю ему». Впрочем, эта информация явно противоречит фактическому положению дел — в это время Л. П. Берия член Президиума ЦК КПСС. Он курирует ряд важнейших отраслей военной промышленности.

## Арест, суд, казнь
11 июля 1951 года принято постановление ЦК «О неблагополучном положении дел в МГБ», а 12 июля 1951 года Абакумов был арестован, и ему были выдвинуты обвинения в государственной измене, сионистском заговоре в МГБ, в попытках воспрепятствовать разработке «дела врачей».
Поводом для ареста послужило донесение Сталину от начальника следственной части по особо важным делам МГБ СССР подполковника М. Рюмина.
В донесении Абакумов обвинялся в различных преступлениях, главным образом в том, что он тормозил расследование дел о группе врачей и молодёжной еврейской организации, якобы готовивших покушения против вождей страны.
По некоторым данным, ход доносу дал зампредседателя Совета Министров СССР Г. М. Маленков (который «имел зуб» на Абакумова с 1946 года). Политбюро ЦК ВКП(б) признало донос Рюмина объективным, постановило снять Абакумова с должности и передать его дело в суд. Бывший министр был заключён в Лефортовскую тюрьму. Вместе с Абакумовым в заключении находилась его жена с 4-месячным сыном.
По утверждению Леонида Млечина, «Абакумова пытали, держали на морозе и в конце концов превратили в инвалида».
4 июля 1951 года написал письмо на имя Г. М. Маленкова и Л. П. Берии с просьбой о помощи.
17 июля 1951 года генеральный прокурор СССР Г. Н. Сафонов направил записку Г. М. Маленкову о результатах обыска квартиры и дачи В. С. Абакумова.
20 июля 1951 года генеральный прокурор СССР Г. Н. Сафонов направил записку И. В. Сталину с планом проведения следствия по делу В. С. Абакумова.
По мнению ряда историков, обвинения, выдвинутые против Абакумова, были явно надуманными.
По делу Абакумова также проходили: начальник следственной части по особо важным делам МГБ СССР А. Г. Леонов (расстрелян), его заместители В. И. Комаров (расстрелян) и М. Т. Лихачёв (расстрелян), начальник секретариата МГБ СССР И. А. Чернов (15 лет заключения) и заместитель начальника секретариата МГБ Я. М. Броверман (25 лет заключения).
Со смертью И. В. Сталина и приходом к власти Н. С. Хрущёва обвинения против Абакумова были изменены. В обвинительное заключение не вошли незаконные действия Абакумова по организации и руководству убийством С. Михоэлса и инспирирование дела ЕАК, ему вменялось в вину «Ленинградское дело», сфабрикованное им, согласно новой официальной версии, как участником «банды Берии».
Предан закрытому суду с участием ленинградских партийных работников в Ленинграде, на котором виновным себя не признал. Расстрелян 19 декабря 1954 года на Левашовской пустоши.
Павел Судоплатов в своей книге «Спецоперации» вспоминал об Абакумове:

…Он продолжал полностью отрицать предъявлявшиеся ему обвинения даже под пытками, «признания» от него так и не добились. …он вёл себя как настоящий мужчина с сильной волей… Ему пришлось вынести невероятные страдания (он просидел три месяца в холодильнике в кандалах), но он нашёл в себе силы не покориться палачам. Он боролся за жизнь, категорически отрицая «заговор врачей». Благодаря его твёрдости и мужеству в марте и апреле 1953 года стало возможным быстро освободить всех арестованных, замешанных в так называемом заговоре, поскольку именно Абакумову вменялось в вину, что он был их руководителем.

## Последующие судебные акты. Вопрос о реабилитации
- 28 июля 1994 года определением Военной коллегии Верховного суда Российской Федерации приговор от 19 декабря 1954 года был изменён: действия Абакумова В. С., а также его сообщников Леонова А. Г., Лихачёва М. Т., Комарова В. И., Бровермана Я. М. переквалифицированы со ст.ст. 58-1 «б» (измена Родине, совершённая военнослужащим), 58-7 (вредительство), 58-8 (террористический акт) и 58-11 (участие в контрреволюционной группе) УК РСФСР на ст. 193-17 «б» УК РСФСР (воинские должностные преступления — злоупотребление властью при наличии особо отягчающих обстоятельств), то есть обвинение в контрреволюционных преступлениях исключено, но наказание ошибочно оставлено прежнее — смертная казнь и конфискация имущества;
- 17 декабря 1997 года постановлением Президиума Верховного суда Российской Федерации под председательством Лебедева В. М. приговор от 19 декабря 1954 года и определение ВКВС от 28 июля 1994 года были частично изменены: с учётом ст.ст. 1 и 2 Указа Президиума Верховного Совета СССР от 26 мая 1947 года «Об отмене смертной казни», наказание Абакумову В. С., а также Леонову А. Г., Лихачёву М. Т., Комарову В. И. по ст. 193-17 «б» УК РСФСР назначить не в виде смертной казни, а в виде 25 лет заключения в исправительно-трудовые лагеря каждому, при этом дополнительная мера наказания в виде конфискации имущества в отношении каждого осуждённого исключена; а из наказания, назначенного Броверману Я. М., исключено поражение в политических правах сроком на 5 лет.

В постановлении Президиума Верховного суда РФ отмечено:
Как видно из материалов уголовного дела, Абакумов, Леонов, Лихачёв, Комаров и Броверман признаны виновными в том, что, будучи ответственными должностными лицами Министерства государственной безопасности СССР, в течение длительного времени систематически злоупотребляли властью, что выразилось в фальсификации уголовных дел и применении незаконных мер физического воздействия при производстве предварительного следствия. Указанные нарушения повлекли за собой особо тяжкие последствия — привлечение к уголовной ответственности многих невиновных граждан.
В частности, Абакумов, находясь на руководящей работе в органах государственной безопасности, выискивал малозначительные материалы на отдельных ответственных работников партийного и советского аппарата, арестовывал их, а затем применял недопустимые и строжайше запрещённые действующим законодательством методы следствия, вместе со своими подчинёнными добивался от арестованных вымышленных показаний о якобы совершённых ими особо опасных контрреволюционных преступлениях.
Таким образом, утверждения о якобы состоявшейся реабилитации Абакумова В. С. и других проходивших по данному делу лиц неправомерны.

## Вопрос о захоронении
В 2013 году на могиле жены и сына Абакумова, расположенной на 5-м участке кладбища «Ракитки», был установлен надгробный памятник Абакумову. По одной версии, в могилу сына были действительно захоронены останки министра, перенесённые со специального расстрельного полигона в Левашовской пустоши, где все эти десятилетия находилась могила Виктора Абакумова, точные координаты которой негласно сохранялись «компетентными органами», которые без привлечения излишнего внимания произвели перезахоронение останков и установили памятник. По другой версии, тело казнённого сохраниться не могло, а надмогильный памятник является кенотафом.

## Семья
- Отец — Семён Григорьевич Абакумов, родился в Рязанской губернии, чернорабочий, умер в 1922 году;[источник не указан 288 дней]
- Мать — Виктория Ефремовна Абакумова (1870-е — после 1955), родилась в Москве, швея;[источник не указан 288 дней]
- Первая жена — Татьяна Андреевна Смирнова. В браке с Абакумовым с 1930 по 1948 год. Вместе с Абакумовым с 1943 года проживала по адресу: Москва, Архангельский пер. 8, в квартире площадью 130 кв.метров. После ареста Абакумова в июле 1951 года была вынуждена покинуть эту квартиру;[источник не указан 288 дней]
- Вторая жена — Антонина Николаевна Смирнова (1920—1974), дочь эстрадного гипнотизёра Орнальдо[23][24], арестована вместе с мужем, более трёх лет провела в неволе, освобождена за несколько дней до расстрела мужа[25]. Умерла от опухоли мозга.
  - Сын — Игорь Викторович Смирнов (1951—2004) — учёный, академик РАЕН, занимавшийся разработкой технологий компьютерной психодиагностики и психокоррекции поведения человека. При рождении имел фамилию отца — Абакумов. В трёхмесячном возрасте вместе с матерью был арестован, освобождён в 1954 году с документами на фамилию Смирнов[25]. Жена — Елена Русалкина.
- Брат — Василий Семёнович Абакумов (1902—?), родился в Москве, священник в Москве;
- Сестра — Екатерина Семеновна Абакумова (1910—?), родилась в Москве, до ареста брата проживала вместе с матерью по адресу: Москва, Покровский бул. 4/17;

## Награды
- 3 ордена Красного Знамени — № 4697 от 26 апреля 1940 года «за успешное выполнение заданий правительства по охране государственной безопасности»; 1944 и 29.11.1948)
- Орден Суворова I степени (№ 216 от 31.07.1944 года «за образцовое выполнение особых заданий Верховного главного командования Красной армии»)
- Орден Кутузова I степени (№ 385 от 21.04.1945 года «за очистку тыла фронтов Красной армии»).
- Орден Суворова II степени (№ 540 от 8.03.1944 года)
- Орден Красной Звезды (№ 847892 от 1944)
- Медаль «За оборону Москвы»
- Медаль «За оборону Сталинграда»
- Медаль «За оборону Кавказа»
- Медаль «В память 800-летия Москвы»
- Юбилейная медаль «30 лет Советской Армии и Флота»
- Медаль «За победу над Германией в Великой Отечественной войне 1941—1945 гг.»
- Нагрудный знак «Почётный работник ВЧК-ОГПУ (XV)» (9.05.1938)

В соответствии с приговором суда от 19 декабря 1954 года, Указом Президиума Верховного Совета СССР от 14 ноября 1955 года лишён всех наград и воинского звания.

## Звания
- Младший лейтенант государственной безопасности (20 декабря 1936)
- Лейтенант государственной безопасности (5 ноября 1937)
- Капитан государственной безопасности (28 декабря 1938, минуя звание старшего лейтенанта государственной безопасности)
- Старший майор государственной безопасности (14 марта 1940, минуя звание майора государственной безопасности)
- Комиссар государственной безопасности 3-го ранга (9 июля 1941)
- Комиссар государственной безопасности 2-го ранга (4 февраля 1943)
- Генерал-полковник (09.07.1945) (Постановление Совнаркома СССР № 1663).

## Абакумов в культуре

### В художественной литературе
Как руководитель «Смерша» Абакумов фигурирует в романе Владимира Богомолова «В августе сорок четвёртого». Однако его фамилия не упоминается: он «генерал-полковник» и «руководитель военной контрразведки».
Как министр госбезопасности Абакумов фигурирует в романах «В круге первом», «Архипелаг ГУЛАГ» Александра Солженицына; «Отчаяние» Юлиана Семёнова, «Евангелие от палача» братьев Вайнеров, «Прах и пепел» Анатолия Рыбакова, «Тайный советник вождя» Владимира Успенского.
В 2009 году Абакумов появился в качестве одного из основных персонажей в серии полуфантастических книг Кирилла Бенедиктова «Блокада» (входящих в проект «Этногенез» издательства «Популярная литература»).
Абакумов как начальник тюрьмы НКВД на Лубянке описан в книге Виктории Фёдоровой «Дочь адмирала».
Также Абакумов является главным героем одного из рассказов современного российского писателя Михаила Лукина, однако там он представлен в роли офицера Министерства внутренних дел альтернативного СССР.
Абакумов является одним из персонажей романа Аркадия и Георгия Вайнеров «Евангелие от Палача». В романе описывается подготовка процесса над «врачами-убийцами» (дело врачей). Виктор Семенович Абакумов является одним из центральных персонажей романа, наряду с Михаилом Рюминым. Именно Рюмин готовил дело врачей, тогда как Абакумов, по сюжету романа, не придал этому делу значения и не дал ему ходу. Кроме того, в романе упоминается Ленинградское дело, которым был занят Абакумов в период разработки «дела врачей».
Абакумов является одним из персонажей романа Всеволода Глуховцева «Тридевять небес». Одним из сюжетных узлов текста является своеобразное «фантдопущение» о знакомстве Абакумова с Сабиной Шпильрейн в бытность его начальником УНКВД по Ростовской области и тайном использовании им её разработок в карьерных целях.

### В кинематографе
- «В круге первом (фильм, 1992)» (1992). В роли Абакумова — Кристофер Пламмер
- «В августе 44-го…» (2000). В роли Абакумова — Александр Тимошкин.
- «Звезда эпохи» (2005); «Вольф Мессинг: видевший сквозь время» (2009). В роли — Юрий Шлыков.
- «В круге первом» (2006); «Хранить вечно» (2007). В роли — Роман Мадянов.
- «Сталин. Live» (2006). В роли — Вячеслав Невинный-младший.
- «Приказано уничтожить! Операция: «Китайская шкатулка»», (2009); «СМЕРШ. Легенда для предателя» (2011). В роли — Степан Старчиков.
- «Дорогой мой человек» (2011). В роли — Александр Поляков.
- «Неистовый, яростный, бешеный…» (2011). В роли — Александр Миронов.
- «Жуков» (2012). В роли — Александр Песков.
- «Контригра» (2012). В роли — Игорь Скурихин.
- «Смерть шпионам. Лисья нора» (2012). В роли — Евгений Никитин.
- «Казнить нельзя помиловать» (2016). В роли — Пётр Семак.
- «Страна Советов. Забытые вожди» (2017). В роли — Алексей Устинов.
- «СМЕРШ» (2019). В роли — Юрий Осипов.
- «Прыжок Богомола» (2019). В роли — Александр Катин (старший).
- «СМЕРШ. Продолжение» (2022). В роли — Александр Наумов.

## Память
В декабре 2018 года Луганская Народная Республика выпустила посвящённую В.Абакумову марку, входящую в блок «100 лет органам военной контрразведки».